# 瓦尔德布伦 (巴登-符腾堡州)
瓦尔德布伦（德語：Waldbrunn，發音：[ˈvaltˌbʁʊn]）是德国巴登-符腾堡州卡尔斯鲁厄行政区内卡-奥登林山县的市镇，总面积44.32平方千米，2023年12月31日总人口为4,769人。